# Гелати (Лагодехский муниципалитет)
Гелати (груз. გელათი) — село в Грузии, в муниципалитете Лагодехи края Кахетия. 

## География
Село расположено в восточной части края, в 8 километрах по прямой к юго-западу от центра муниципалитета Лагодехи. Высота центра — 280 метров над уровнем моря.

## Население
По данным переписи населения 2014 года, в селе проживало 205 человек.
| Год  | Население | Мужчины | Женщины |
| ---- | --------- | ------- | ------- |
| 2002 | 282       | 135     | 147     |
| 2014 | 205       | 105     | 100     |